# Erper Kreuz

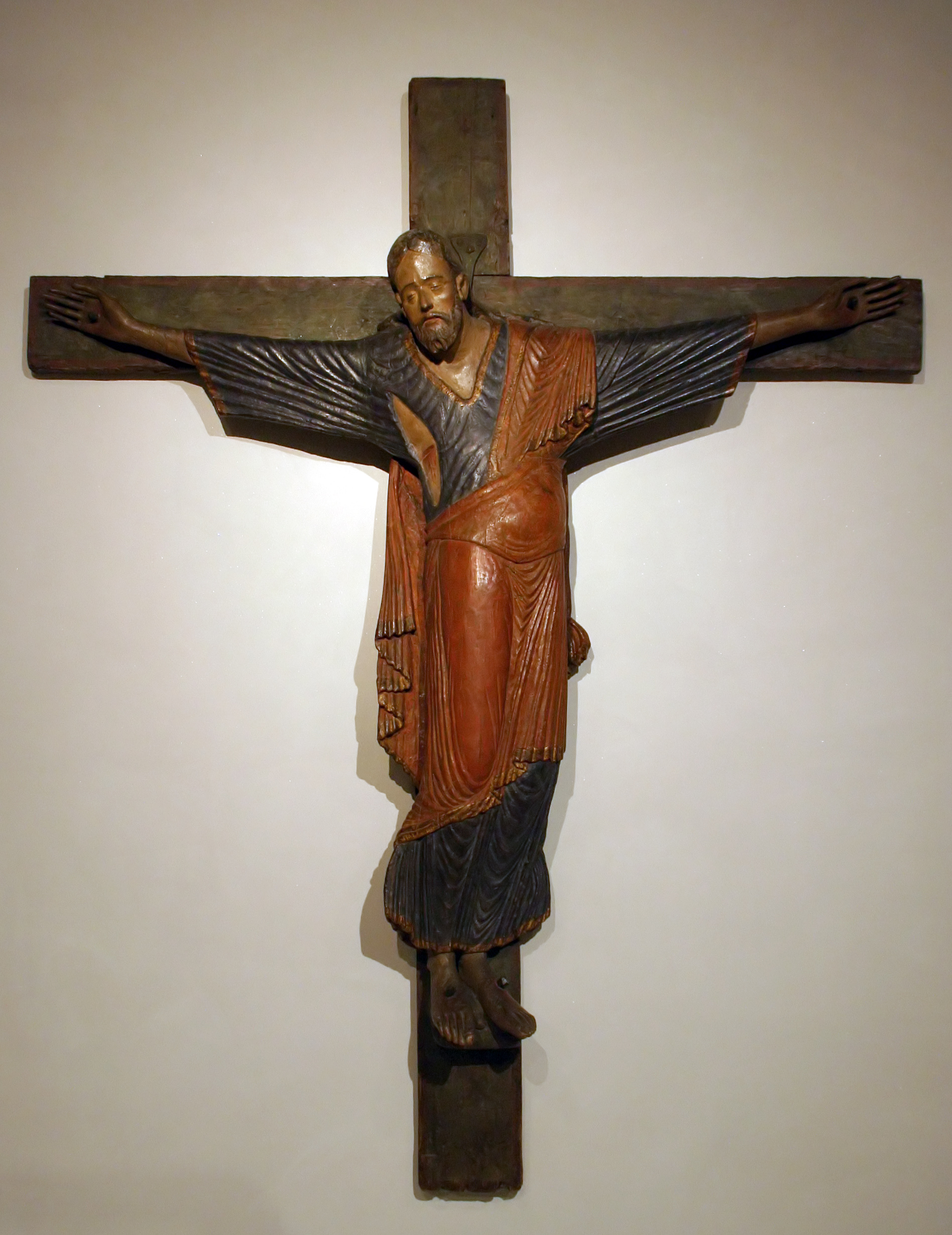
Erper Kreuz

Das Erper Kreuz, das nach seinem Fundort Erp benannt ist, befindet sich im Diözesanmuseum Kolumba in Köln. Es ist eines der bedeutendsten Werke der romanischen Plastik im Rheinland. Es handelt sich um ein etwa drei Meter hohes Holzkreuz mit einer 149 × 167 cm großen, gewandeten Christusfigur, das wohl in der zweiten Hälfte des 12. Jahrhunderts entstanden ist. Der Korpus und der rechte Arm sind aus Nussbaum, der linke Arm und das Gesicht Christi aus Pappelholz. Für das Kreuz wurde Tanne verwendet. Es ist eines der wenigen aus dieser Zeit und in dieser Größe nahezu vollständig erhaltenen Kreuze.

## Geschichte
Im Jahre 1899 entdeckte Provinzialkonservator Paul Clemen, der sich um eine Bestandsaufnahme aller Kunstdenkmäler der Rheinprovinz bemühte, in Erp im nicht mehr benutzten Beinhaus auf dem Kirchhof ein Kruzifix, das dort mit zwei Skulpturen – Maria und Johannes – eine Kreuzigungsgruppe, auch Kalvarienberg genannt, bildete. Das Kreuz war nur wenig beschädigt. Der Korpus war grau überstrichen, doch Reste der alten Bemalung waren noch zu erkennen. Clemen bezeichnete das Kruzifix, dessen Entstehung er auf das Ende des 12. Jahrhunderts datierte, als „hervorragend schöne Skulptur, die zu den wichtigsten Denkmälern der rheinischen romanischem Plastik gehört“.  Wahrscheinlich hing es ursprünglich als Triumphkreuz in einer größeren Kirche, doch lässt sich seine Herkunft nicht mehr bestimmen.
Clemens Verhandlungen mit dem Direktor der königlichen Museen in Berlin, der das Kruzifix für 800 Mark erwerben wollte, scheiterten am Erper Pfarrer, der das Kruzifix lieber ins erzbischöfliche Diözesanmuseum in Köln geben wollte. Domkapitular Alexander Schnütgen, der das Kruzifix untersuchte, erkannte seinen Wert und bemühte sich, das Kunstwerk für das Kölner Museum zu erwerben, doch die Erper wollten es für die Pfarrkirche restaurieren lassen. Schnütgen gelang es nach längeren Verhandlungen, Pastor und Kirchenvorstand zu überzeugen, dass das Kreuz sich nicht für die Aufstellung in ihrer Kirche eignete, vielmehr in ein Museum gehöre. Als er ihnen anbot, die beiden Figuren auf Kosten des Museums zu restaurieren und ihnen dazu ein passendes Kreuz zu überlassen, stimmten alle zu, das Kruzifix dem Diözesanmuseum als Eigentum zu übertragen unter der Auflage, dass der Herkunftsort „Erp“ angegeben werde. Im August 1902 wurde es nach Köln überführt.
Im Zweiten Weltkrieg war das Erper Kreuz zusammen mit anderen Kunstwerken in der Nähe von Neustadt an der Wied ausgelagert. 1949 wurde es von dort wieder nach Köln geholt.
Im Jahre 1950 erhielt der Erper Pfarrer von Kardinal Frings gegen die Bedenken der Museumsleitung die Erlaubnis, das wertvolle Kunstwerk in der Fastenzeit bis zum Tage nach Christi Himmelfahrt vom Diözesanmuseum auszuleihen und in der Kirche in Erp aufzustellen. Über die Rückkehr des Kreuzes, die zahlreichen Besucher und die Veranstaltungen, berichteten die Lokalzeitungen.
Nach längerem Zögern und weiteren Briefwechseln war der Pfarrer bereit, seiner schriftlich gegebenen Verpflichtung nachzukommen, das Kruzifix am angegebenen Termin unbeschädigt zurückzugeben. Nach der Rückgabe beschloss der Vorstand des Museums, eine weitere Ausleihe des Kreuzes nicht mehr zu gestatten.
Das Erper Kreuz wird heute an hervorgehobener Stelle im Kölner Diözesanmuseum Kolumba ausgestellt. Zudem ist es im neuen Gotteslob, dem katholischen Gebet- und Gesangbuch, ausschnittsweise, abgebildet.
Der Kruzifixus ist mit einer bis auf die Knöchel reichenden Ärmeltunika bekleidet. Darüber trägt er ein über die linke Schulter geworfenes Manteltuch. Die Füße stehen nebeneinander, die Knie sind leicht nach rechts in die Höhe gezogen. Der Kopf mit langen auf die Schulter fallenden Locken und breitem Vollbart ist leicht geneigt. Das Untergewand ist auf der rechten Seite aufgeschlitzt und lässt den nackten Körper mit der geöffneten Seite sehen. Der geneigte Kopf des Kruzifixus ist im Vergleich zu den Körperproportionen auffallend klein.
Der Kruzifixus trägt viele Merkmale von Buchmalereien mit Kreuzigungsdarstellungen aus der ottonischen Zeit wie der in einem Evangeliar aus dem Abdinghofkloster in Paderborn (heute Hessische Landesbibliothek Kassel, 2° Ms. theol. 60), im Fuldaer Sakramentar (heute Universitätsbibliothek Göttingen, 2° Cod. MS. theol. 231)) und im Essener Sakramentar (heute Universitäts- und Landesbibliothek Düsseldorf, D 2). Dieser Figurentyp wurde in romanischer Zeit nur selten wiederholt.
Laut C14-Analyse entstand der ursprüngliche Korpus um 1189 (±44 Jahre). Noch in der Gotik muss das Kruzifix zu Boden gestürzt oder anderweitig beschädigt worden sein. Es weist Spuren von Rissen auf, die durch Nägel gesichert wurden. Die Reparatur um 1235 erfolgte unter Verwendung von Pappelholz, aus dem heute das Gesicht Christi und der linke Arm besteht. In dieser Zeit müssen auch die Falten überarbeitet, die Seitenwunde angelegt und die Haare abgeflacht worden sein. Um 1483 wurde das Kreuz durch das heutige aus Tannenholz ersetzt. Bei der Restaurierung 1903 wurde eine gräulich-weiße Ölfarbe entfernt, die fehlende Nase, alle Finger und der linke Fuß ergänzt sowie die linke Gesichtshälfte überarbeitet. Auf der Rückseite wurden größere Nägel gefunden, die als Halterung für Reliquien gedeutet werden konnten. Sie waren gewaltsam aufgebogen, daher geht man von einem Diebstahl der Reliquien aus.